# Björn Buhrmester
Björn Bastian Buhrmester (* 3. November 1984 in Minden) ist ein ehemaliger deutscher Handballspieler. Zuletzt stand er bei der HSG Nordhorn-Lingen unter Vertrag.

## Karriere
In der Jugend spielte Buhrmester bis 2002 beim TSV Hahlen. Danach wechselte er zum TSV GWD Minden. Er spielte zunächst für die zweite Mannschaft. Von Sommer 2004 bis Januar 2005 besaß er ein Zweitspielrecht für den Bundesligisten TuS N-Lübbecke, der starke Verletzungsprobleme hatte. Aufgrund seiner Leistungen spielte er sich ab 2005 in den Kader der Bundesligamannschaft von GWD Minden. Im Sommer 2008 kehrte er zum damaligen Zweitligisten TuS N-Lübbecke zurück, mit dem er in der folgenden Saison den Bundesligaaufstieg schaffte. Anschließend verließ er jedoch den Verein. Im August 2009 unterzeichnete er einen Vertrag bei der HSG Nordhorn-Lingen in der zweiten Bundesliga. Nach der Saison 2023/24 beendete er seine Karriere.
Sein Onkel Jens war ebenfalls Handballtorwart bei GWD Minden und dem TuS N-Lübbecke.

## Sportliche Erfolge
- Deutscher Meister der Schulen B-Jugend 2001 (Besselgymnasium Minden)
- Deutscher Vizemeister der A-Jugend 2001 (TSV Hahlen)
- Deutscher Vizemeister der A-Jugend 2003 (GWD Minden)
- Aufstieg in die 1. Bundesliga 2009 (TuS N-Lübbecke)
- Aufstieg in die 1. Bundesliga 2019 (HSG Nordhorn-Lingen)